# Tomáš Kopecký (cyklista)
Tomáš Kopecký (* 8. dubna 2000) je česko-nizozemský profesionální silniční cyklista a cyklokrosař jezdící za UCI ProTeam TDT–Unibet Cycling Team. Jeho mladší sourozenci Matyáš a Julia jsou také profesionální cyklisté. Všichni tři sourozenci, kteří mají českého otce a nizozemskou matku, reprezentují Českou republiku.

## Hlavní výsledky

### Silniční cyklistika
2018
Národní šampionát
3. místo časovka juniorů
5. místo Kleeberg Challenge
7. místo Ronde van Nieuwendijk
2019
3. místo Maartensdijkse Acht
2021
Národní šampionát
 vítěz časovky do 23 let
Ronde van Vlaams-Brabant
 celkový vítěz
 vítěz soutěže mladých jezdců
vítěz 3. etapy (ITT)
International Beloften Weekend
7. místo celkově
2022
vítěz Wim Hendriks Trofee
2. místo Rutland–Melton CiCLE Classic
2. místo PWZ Zuidenveld Tour
3. místo Paříž–Tours Espoirs
5. místo Eurode Omloop
Olympia's Tour
7. místo celkově
7. místo Memorial Briek Schotte
7. místo Sluitingsprijs Putte-Kapellen
ZLM Tour
8. místo celkově
9. místo Omloop van de Braakman
2023
Kreiz Breizh Elites
vítěz 3. etapy
9. místo Arno Wallaard Memorial
2024
Čtyři dny v Dunkerku
7. místo celkově

### Cyklokros
2015–2016
vítěz Koksijde
vítěz Koppenberg
vítěz Ronse
vítěz Rhenen
vítěz Amersfoort
vítěz Moergestel
2016–2017
vítěz Grand Prix Möbel Alvisse Leudelange
Toi Toi Cup
2. místo Mladá Boleslav
Junior Superprestige
3. místo Spa-Francorchamps
2017–2018
Národní šampionát
 vítěz závodu juniorů
UCI Junior World Cup
 celkový vítěz
vítěz Heusden-Zolder
vítěz Bogense
2. místo Zeven
3. místo Nommay
3. místo Koksijde
Junior Superprestige
celkový vítěz
2. místo Middelkerke
2. místo Gavere
2. místo Ruddervoorde
2. místo Zonhoven
3. místo Diegem
vítěz Hulst
Mistrovství světa
 2. místo závod juniorů
Mistrovství Evropy
 2. místo závod juniorů
2018–2019
Národní šampionát
 vítěz závodu do 23 let
3. místo Gullegem
2019–2020
Národní šampionát
 vítěz závodu do 23 let
2. místo závod elite
Toi Toi Cup
3. místo Uničov